# Provincia volcánica de Alborán

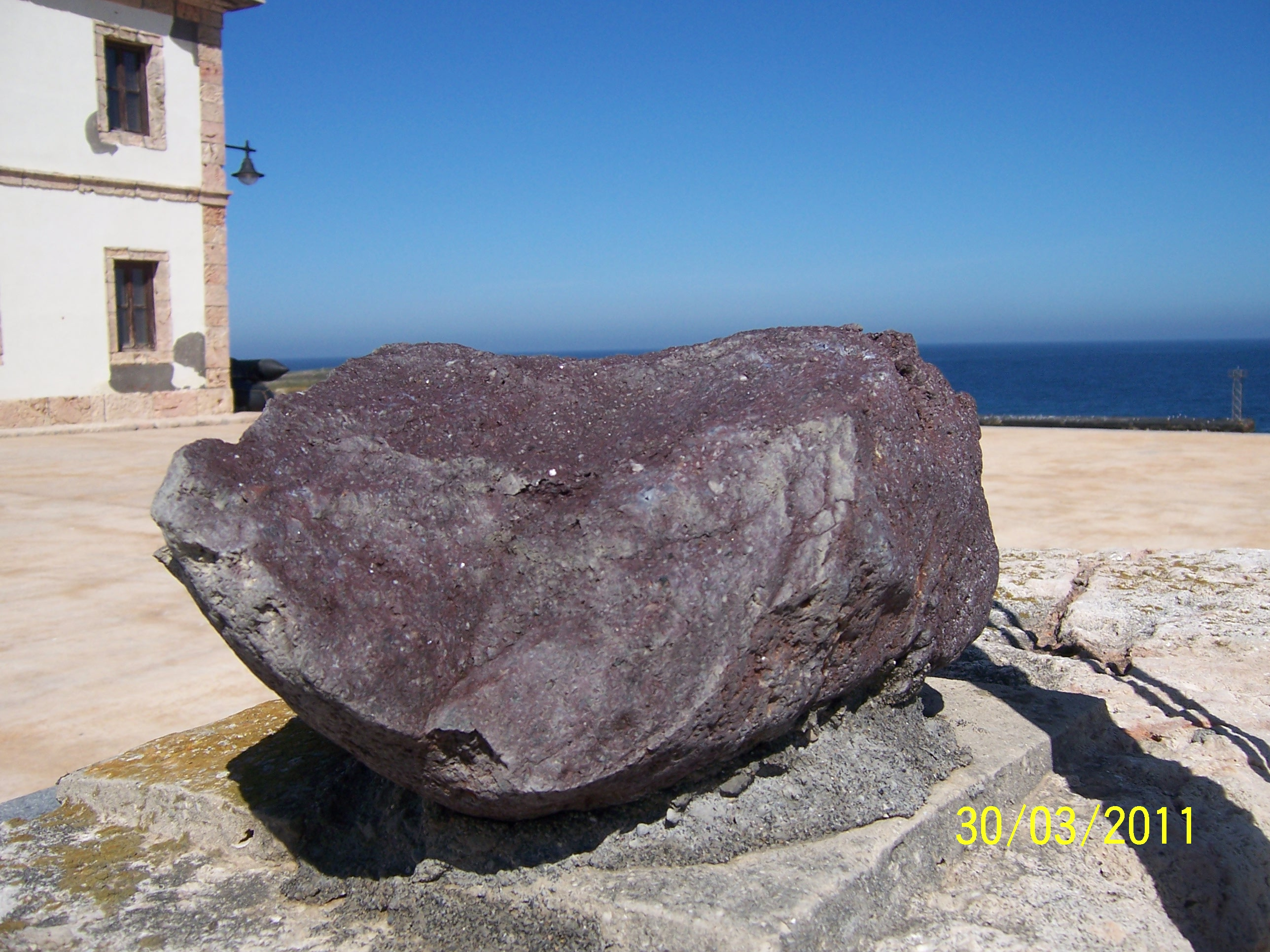
Muestra de alboranita, un basalto toleítico (pobre en álcalis) procedente de la isla de Alborán.

La provincia volcánica de Alborán pertenece al arco orogénico bético-rifeño, formado durante el Neógeno; y  comprende la costa SE de España, el mar de Alborán y la costa marroquí y argelina. En otras palabras, casi todo lo que rodea al Mar de Alborán.

## Orogénesis volcánica
Se supone que está en disputa cual es el origen de esta provincia. Una primera, se debe que hubo dos zonas de subducción, con intensa actividad volcánica. Otra, se supone por empuje de una pluma magmática ; otra, debido a movimientos tectónicos. No obstante, el origen de la provincia más acertado podía ser el de las dos zonas de subducción.[cita requerida]

## Zonas volcánicas de la región

### Norte de África
Una parte de la zona de esta provincia está en Marruecos; en donde se frecuenta una sierra volcánica llamado el Rif, esta zona está compuesto de campos volcánicos erosionados pero especialmente destacables. El más conocido es el Campo volcánico de Gurugú, donde está el conocido Gurugú; un estratovolcán con una caldera apreciable abierta hacia el S, y su roca dominante que se puede encontrar es la andesita y el basalto. Este campo volcánico se sitúa al S de Melilla, y al N de dicha ciudad, se sitúa el campo volcánico de Tres Forcas, con el volcán más destacable: el Tibouda. 
Otros campos volcánicos reseñables son el de Beni Bou Ifrour, que se sitúa más al norte del de Gurugú, formado por los restos de un estratovolcán pequeño y unos cuantos conos volcánicos. Al oeste, cerca de Alhucemas, está el Campo volcánico de Ras Tarf, en el cabo Quilates también con un estratovolcán y otros volcanes asociados, totalmente erosionados en la actualidad. El Campo volcánico de Oujda se sitúa cerca de la ciudad del mismo nombre y está entre Marruecos y Argelia; es un gran campo que contiene varias calderas y conos volcánicos dispersos. En el interior de Marruecos, más al sur del Gurugú, se encuentra el Campo volcánico de Guilliz, con un estratovolcán ya erosionado; el Djebel Guilliz, y otros conos dispersos. 
Todos los volcanes marroquís datan del Neógeno, en su mayor parte del Mioceno.

### Murcia y Almería
Esta zona es la más joven de la provincia; se puede encontrar unos cuantos volcanes en la zona del cabo de Gata, en Vera, Mazarrón y el Mar Menor. También se puede encontrar algunos volcanes en el campo de Salías. Murcia comprende muchos conos volcánicos y algunos estratovolcanes aislados; que estos últimos son los más viejos de la zona. Los más jóvenes, es en la zona de la costa, donde se encuentra el campo volcánico del Campo de Cartagena, donde está las Islas del Mar Menor, y El Carmolí. El más joven de la zona, es el volcán Cabezo Negro de Tallante, situado en Cartagena. El término municipal de dicha ciudad comprende un campo volcánico de erupciones recientes. También en la zona de Mazarrón también ocurre lo mismo.
En Almería; el Cabo de Gata es una de las zonas más consideradas de la provincia, pero también de toda la península ibérica. Formado por muchos domos de lava, conos volcánicos y restos de viejos estratovolcanes. Toda la zona estuvo bajo el mar. La cuenca de Vera es también una zona donde hay coladas de lavas erosionadas y muchos conos volcánicos, el más conocido, el Cabezo María.

## Composición rocosa
En la zona de Marruecos, está compuesto de basalto, dacitas y andesita. La zona murciana, tiene muchos conos volcánicos compuesto de unas rocas llamadas lamproitas que es una roca algo escasa en nuestro planeta, y solo lo hay en puntos como en California, en ciertas partes de Australia y en la provincia volcánica de Toscana (Italia). Cualquier volcán que esté compuesto de estas rocas, está totalmente protegido. Aparte de las lamproitas que compone algunos volcanes; también se compone de basalto, andesita y dacita.

## Fotos de volcanes

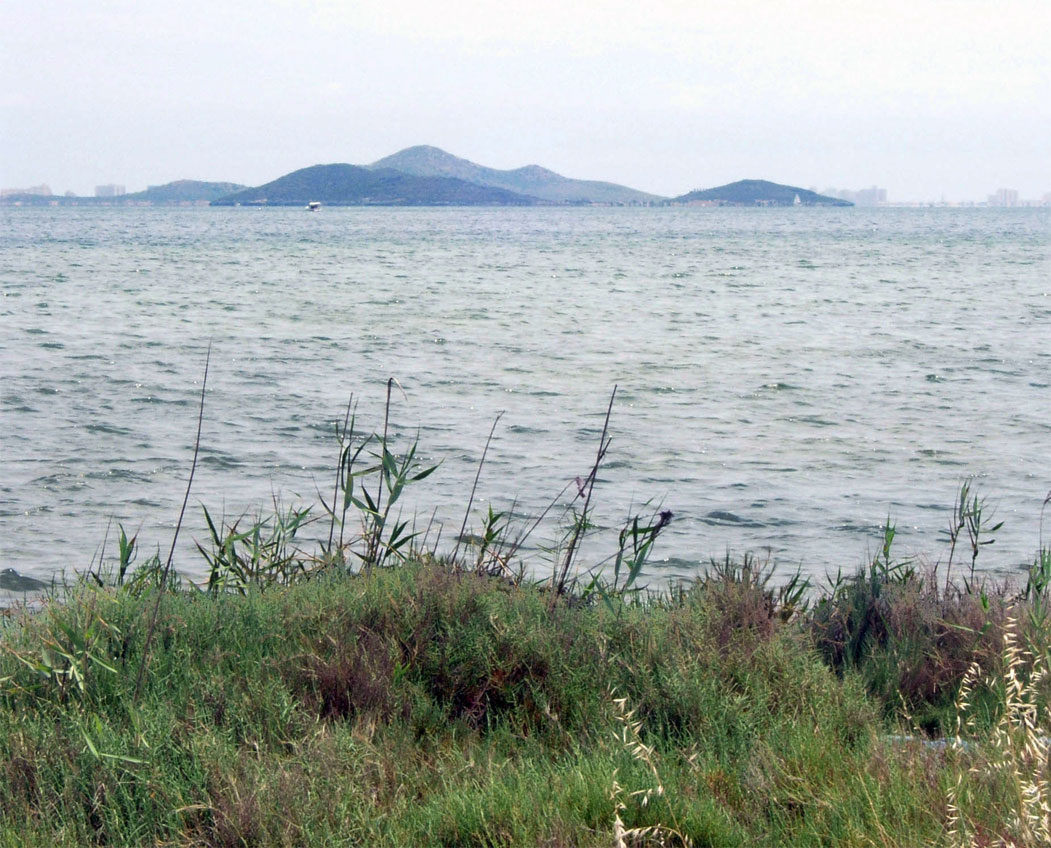
El campo volcánico del Mar Menor.
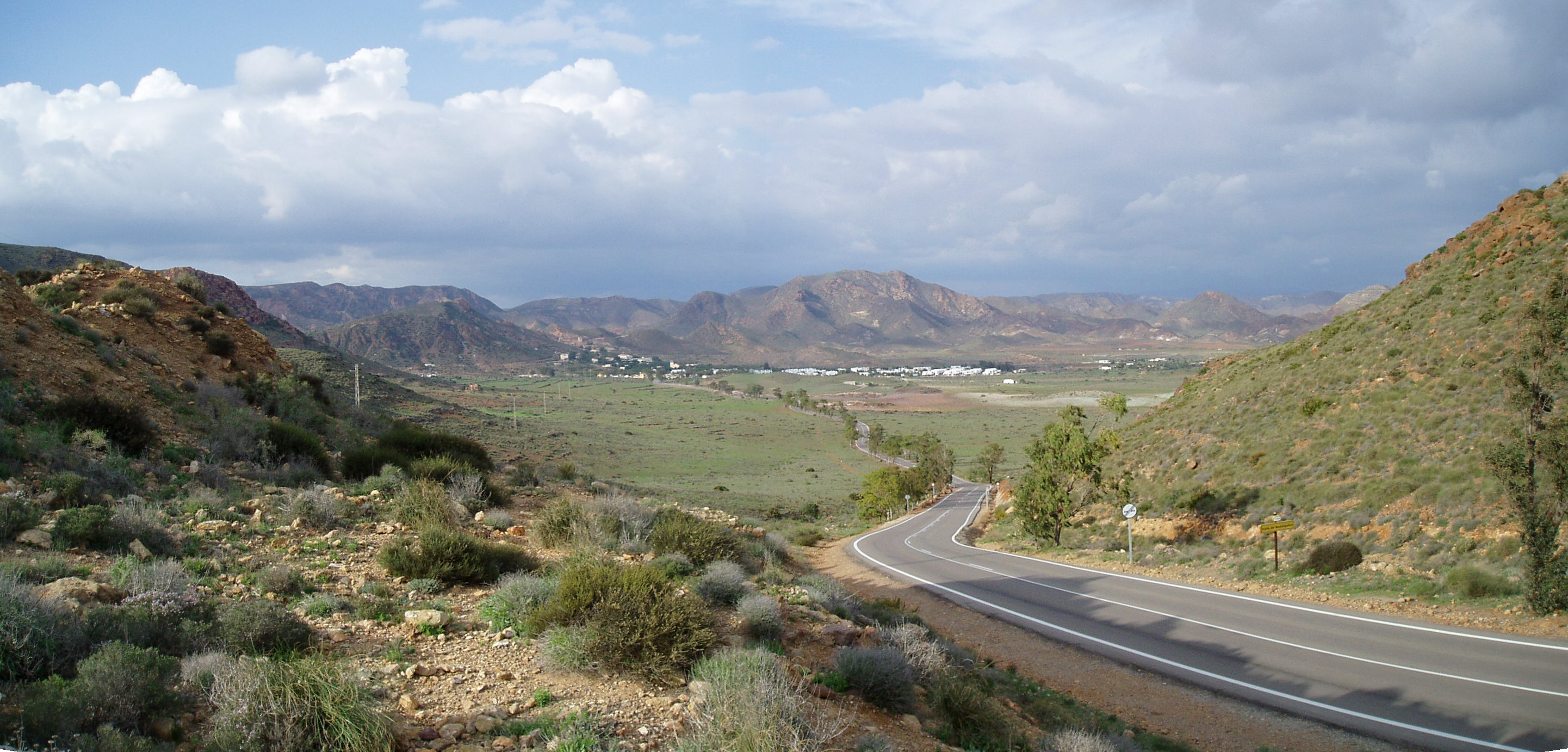
Caldera volcánica de Rodalquilir.
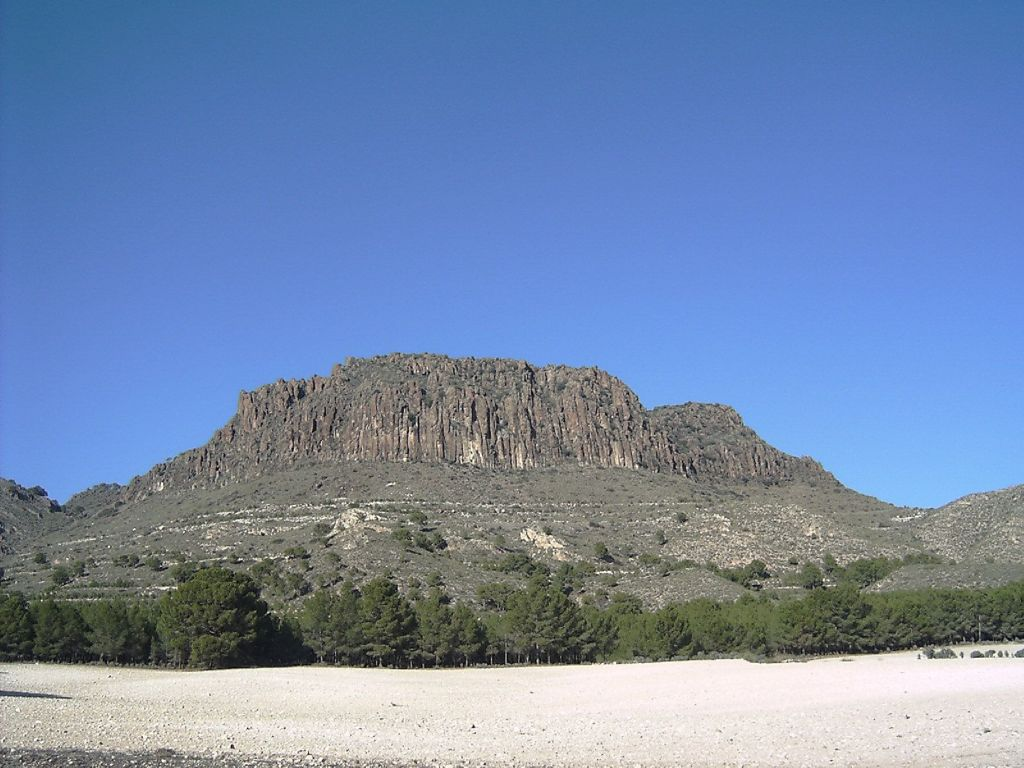
Volcán Cancarix
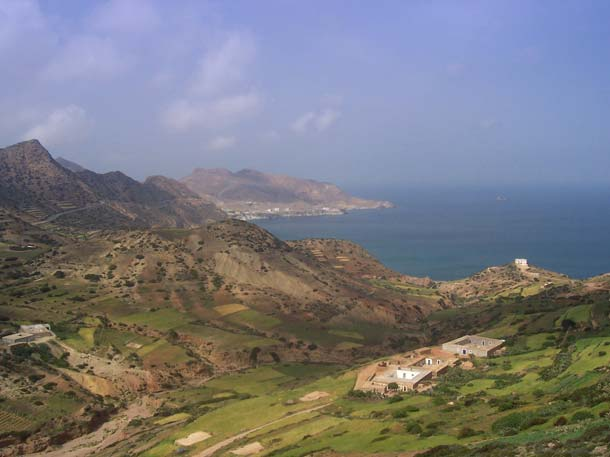
Campo volcánico de las Tres Forcas